# 부킷판장역

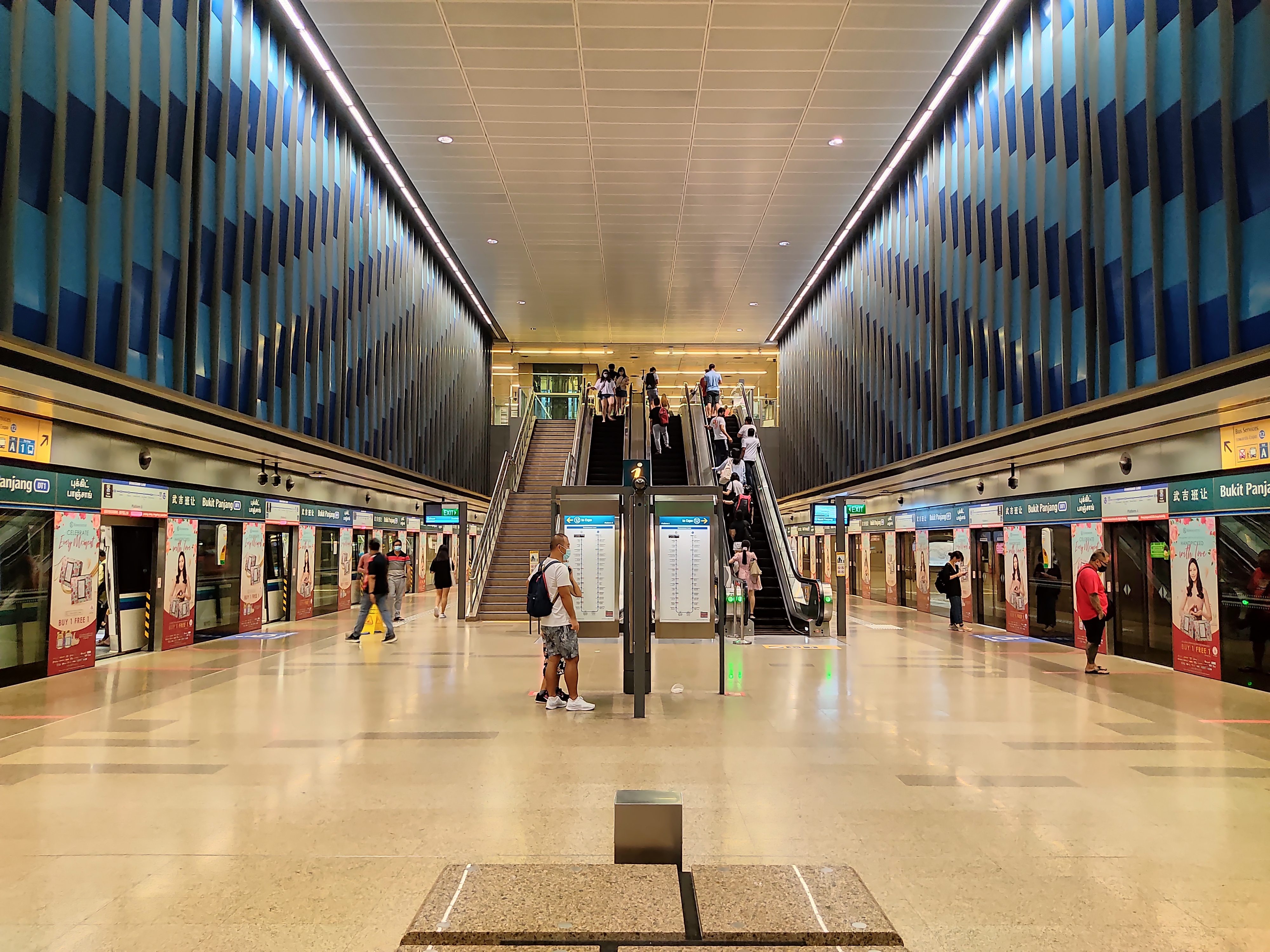

부킷판장역(Bukit Panjang MRT/LRT station)은 싱가포르 MRT 다운타운선(DTL)과 부킷 판장 LRT 선(BPLRT)에 있는 MRT(Mass Rapid Transit) 및 LRT (싱가포르)(Light Rail Transit) 환승역이다. 부킷판장이라는 이름의 부지에 위치한 이 역은 어퍼 부킷 티마 로드와 페티르 로드의 교차점에 있다. 이 역은 부킷 판장 플라자(Bukit Panjang Plaza), 힐리온 몰(Hillion Mall) 및 교차로 10의 상업용 건물에 서비스를 제공한다. 이 역은 버스 환승역도 포함하는 부킷 판장 통합 교통 허브(BPITH)의 일부를 구성한다.
LRT 역은 BPLRT의 다른 역들과 함께 1999년 11월 6일에 개통되었다. 나중에 2015년 12월 27일 DTL 2단계 개통 이후 환승역이자 DTL의 종착역이 되었다. 주로 주변 부동산 및 기타 개발에 서비스를 제공하는 DTL 역은 무료 요금으로 BPLRT 역과 직접 연결되지 않는다. 두 역을 연결하는 링크. 그럼에도 불구하고 15분의 유예기간 이내에는 유료이체로 인정된다.